# Берлинская программа
Берлинская программа (нем. Berliner Programm), также Программа принципов Социал-демократической партии Германии (нем. Grundsatzprogramm der Sozialdemokratischen Partei Deutschlands) — политическая программа СДПГ, действовавшая с 1989 по 2007 год. Разработана под руководством Ханса-Йохена Фогеля и Оскара Лафонтена, принята 20 декабря 1989 года на партийной конференции СДПГ в Берлине и заменила Годесбергскую программу, действовавшую с 1959 года.
Берлинская программа, сформулированная под большим влиянием новых социальных движений 1980-х годов (таких как энвайронментализм, экосоциализм, ЛГБТ-движение, движение за права женщин и др.), рассматривается как важная веха постматериализма и экологического движения.
В октябре 2007 года была заменена на Гамбургскую программу.

## Подготовка
В 1980-е годы СДПГ вступила в состоянии серьёзного кризиса. Не до конца оправившись от скандала с разоблачением агента восточногерманских спецслужб Гюнтера Гийома и вызванной, в том числе им, отставки лидера и ведущего идеолога партии Вилли Брандта с поста канцлера ФРГ, а также значительного ухудшения результатов на выборах 1976 года (когда ХДС/ХСС вновь получил большинство в Бундестаге и преемник Брандта Гельмут Шмидт смог сохранить пост только с помощью СвДП, которая тогда была в коалиции с СДПГ), западногерманские социал-демократы теряли поддержку избирателей, что усугубляло разногласия в рядах самой партии. Особенное недовольство значительной части членов СДПГ вызвала поддержка Шмидтом т. н. «двойного решения» НАТО. Выход СвДП из коалиции с СДПГ в сентябре 1982 года и вступление на пост канцлера представителя ХДС Гельмута Коля вызвали переход социал-демократов в оппозицию.
Всё это привело СДПГ к решению о необходимости обновления программных документов партии. На съезде в Эссене (1984) была сформирована комиссия по разработке новой программы (вместо Годесбергской, которая уже не соответствовала требованиям времени и не учитывала произошедшие за последние 20 лет социальные изменения, вызванные массовым протестным движением 1968 года) под руководством Брандта. Она начала свою работу в Ирзейском монастыре, где провела несколько заседаний и в 1986 году представила на утверждение нового съезда партии в Нюрнберге 107-страничный проект. В нём, развивая положения Годесбергской программы, продолжался отход от социал-демократической традиции вправо, делался акцент на идеях энвайронментализма и устойчивого развития, контролируемого перехода к постиндустриальному обществу и развитию женского социального движения.
Съезд не одобрил этот проект и подверг его критике. Вместо Вилли Брандта в 1987 году программную комиссию возглавил новый Председатель СДПГ Ханс-Йохен Фогель, а в её состав в качестве исполнительного председателя вошёл премьер-министр Саара и глава местного отделения СДПГ Оскар Лафонтен, представлявший левое крыло партии и ставший основным автором нового проекта программы, представленного в марте 1989 года и сопровождавшегося крупной дискуссией в СМИ.

## Утверждение
Из-за происходивших тогда же событий в ГДР, обсуждения проекта на партийной конференции СДПГ в Берлине (изначально она должна была пройти в Бремене, но после разрушения Берлинской стены была перенесена в бывшую столицу) как такового не было. Основной темой выступлений делегатов оказался вопрос объединения страны — в частности, этому были посвящены выступления Вилли Брандта и Гюнтера Грасса, лишь Лафонтен выразил озабоченность столь быстрыми темпами воссоединения Германии и предлагал вернуться к вопросу принятия программы. Ханс-Йохен Фогель же делал акцент на необходимость более чёткого профиля партии и интеграции в неё различных прогрессивных течений.
20 декабря конференция приняла Берлинскую программу, однако в тот же день канцлер Коль выступил на крупном митинге в Дрездене, что привлекло к себе основное внимание СМИ и, таким образом, новая программа СДПГ не вызвала широкого общественного резонанса. По мнению заместителя руководителя Центра германских исследований Института Европы РАН Виктора Рыкина, «над Берлинской программой долго работали, но слишком быстро приняли».

## Содержание
Берлинская программа опиралась на основные положения своей предшественницы, дополняя и расширяя их, но при этом по ряду вопросов занимая более левые позиции. Большое внимание уделялась рассмотрению экономических процессов в тесной связи с требованиями экологии и обоснованию концепции солидарного общества. В вводной части утверждалось:

Мы, социал-демократы, стремимся укрепить мир и защитить природу как основу человеческого существования. Мы хотим создать социально справедливое общество, достойное человека, сохранить все ценное, предотвратить все опасности, угрожающие жизни на Земле.
По оценке Сусанны Миллер, принимавшей участие в подготовке как Годесбергской, так и Берлинской программ, принципиальным отличием новой программы СДПГ от предшествующего ей документа являлся раздел «Наше представление о человеке», в котором немецкие социал-демократы окончательно отходили от классового подхода к общественным процессам в сторону анализа происходящего в обществе, в первую очередь, со стороны отдельного конкретно взятого человека:

Достоинство человека требует, чтобы он, живя в обществе, мог самостоятельно распоряжаться собственной жизнью. Мужчины и женщины должны быть равноправными и солидарными. Все ответственны за формирование жизненных условий, достойных человека. Достоинство человека не зависит от его трудового вклада и полезности.
В абзаце «Наши исторические корни» среди основ демократического социализма СДПГ, наряду с идеями гуманизма и христианства (принятыми Годесбергской программой), упоминались учение Карла Маркса об истории и обществе, а также опыт рабочего движения.
В самом обширном разделе, «Свободное, справедливое и солидарное общество: новая культура общения и сотрудничества», более конкретно, чем в Годесбергской программе, представлены программные пункты демократического социализма. В формулировании этого раздела принимали активное участие видный теоретик «третьего пути» Петер фон Эрцен и Эрхард Эпплер, которые с трудом смогли сработаться с Лафонтеном, отстаивавшего ведущую роль модернизации, технического прогресса и производительности.

Буржуазные революции Нового времени привели к историческому прогрессу, хотя они больше провозглашали, чем реализовывали принципы свободы, равенства и братства. Капиталистический способ производства вызывал, вопреки правовому государству и парламентаризму, зависимость вместо свободы, эксплуатацию вместо равенства, обострение классовых противоречий вместо братства.
Поэтому рабочее движение настойчиво требовало реализации идеалов буржуазной революции, добавив к ним требование: солидарное общество с равными правами для всех. Основой его исторического опыта является признание того, что обновление капитализма недостаточно — необходим новый экономический и общественный строй.

## Оценки
Специалист по истории социал-демократического движения, глава Политической академии Фонда Фридриха Эберта Томас Майер дал Берлинской программе следующую оценку:

Берлинская программа — это был успех с точки зрения целей, поставленных её авторами. В ней была отражена новая парадигма социал-демократической политики, которая была принята всеми важнейшими течениями внутри партии не просто как неизбежный компромисс, но на основании глубокой убеждённости в её необходимости. Многое говорило за то, что она будет играть значительную роль в будущей политической практике партии. Однако события развернулись в ином направлении и вскоре выяснилось, что надежды на то, что программа сможет оказать интегративное воздействие на политику и практику партийного руководства, не оправдались.
Правое крыло СДПГ не приняло социально-критического уклона Берлинской программы, считая его не имеющей отношения к дальнейшему партийному развитию риторикой ветеранов протестов 1968 года. Попытки пересмотра документа начались практически сразу же после его принятия. 
Хотя новое руководство партии во главе с Герхардом Шрёдером изначально активно использовало левую риторику (в определённой степени с намерением оттянуть в восточных землях часть электората стоявшей на более радикальных позициях Партии демократического социализма), после победы СДПГ на парламентских выборах в сентябре 1998 года и образования красно-зелёной коалиции с партией «Союз 90 / Зелёные» оно продолжило проводившийся при ХДС/ХСС неолиберальный курс, приняв целый ряд непопулярных мер (в частности, вопреки предвыборным обещаниям поддержав операцию НАТО против Югославии и направив немецкий контингент в KFOR).
Программа сильно ассоциировалась с её автором — Оскаром Лафонтеном, всё чаще критиковавшего политику Шрёдера и в конечном итоге вышедшего из СДПГ, основав более левую партию «Труд и социальная справедливость — Избирательная альтернатива», — что отталкивало более правый электорат от социал-демократов и не позволяло им значительно расширить свою электоральную базу. Принятие таких непопулярных социальных программ, как Agenda 2010 и Hartz-Konzept, в итоге лишило СДПГ и поддержки левоцентристского электората, приведя к решению Шрёдера провести досрочные выборы, на которых СДПГ проиграла ХДС/ХСС во главе с Ангелой Меркель.